# Kilmichael
Kilmichael is een plaats (town) in de Amerikaanse staat Mississippi, en valt bestuurlijk gezien onder Montgomery County.

## Demografie
Bij de volkstelling in 2000 werd het aantal inwoners vastgesteld op 830.
In 2006 is het aantal inwoners door het United States Census Bureau geschat op 718, een daling van 112 (-13,5%).

## Geografie
Volgens het United States Census Bureau beslaat de plaats een oppervlakte van
7,2 km², geheel bestaande uit land. Kilmichael ligt op ongeveer 110 m boven zeeniveau.

## Plaatsen in de nabije omgeving
De onderstaande figuur toont nabijgelegen plaatsen in een straal van 32 km rond Kilmichael.